# Eccoptosage brevispinosa
Eccoptosage brevispinosa là một loài tò vò trong họ Ichneumonidae.